# Corral de Piedra, Santiago Minas
Corral de Piedra är en ort i Mexiko.   Den ligger i kommunen Santiago Minas och delstaten Oaxaca, i den sydöstra delen av landet, 400 km sydost om huvudstaden Mexico City. Corral de Piedra ligger 1 162 meter över havet och antalet invånare är 181.
Terrängen runt Corral de Piedra är lite bergig, och sluttar västerut. Runt Corral de Piedra är det glesbefolkat, med 17 invånare per kvadratkilometer. Närmaste större samhälle är Cieneguilla, 13,3 km sydväst om Corral de Piedra. I omgivningarna runt Corral de Piedra växer huvudsakligen savannskog.